# Mago longidens
Mago longidens är en spindelart som beskrevs av Simon 1900. Mago longidens ingår i släktet Mago och familjen hoppspindlar. Inga underarter finns listade i Catalogue of Life.